# Ryan Giggs
Ryan Joseph Giggs (* 29. listopadu 1973 Cardiff jako Ryan Joseph Wilson) je velšský fotbalový trenér a bývalý profesionální fotbalista, který hrával na pozici krajního záložníka. Odehrál také 64 zápasů v dresu velšské reprezentace, ve kterých se dvanáctkrát střelecky prosadil.
Giggs hrál ve své profesionální kariéře jen za Manchester United, ve kterém ji ukončil v dubnu 2014. Později se stal asistentem trenéra Louise van Gaala na lavičce Red Devils. Od roku 2018 je hlavním trenérem velšské fotbalové reprezentace.

## Klubová kariéra
Narodil se ve Walesu, ale vyrůstal v Anglii. Byl součástí anglické mládežnické reprezentace, ale jako dospělý hrál za velšskou reprezentaci. Podle pravidel totiž Giggs za anglickou reprezentaci hrát nesmí, jelikož se v Anglii nenarodil, ani nemá anglické předky. Giggs je na druhém místě v rámci Premier League v počtu vstřelených branek u hráče, jenž není útočník.
Za sezónu 2008/09 získal ocenění Hráč roku Premier League (PFA Player of the Year).
Ve 34. kole Premier League 20. dubna 2013 porazil Manchester United Aston Villu 3:0, Giggs mohl v předstihu slavit se spoluhráči ligový titul (dvacátý v historii klubu).
3. září 2013 nastoupil ke 145. zápasu v Lize mistrů (proti Šachtaru Doněck, remíza 1:1) a překonal tak rekord Španěla Raúla v počtu startů v LM.
S Manchesterem získal 13 mistrovských titulů (rekord, platí po vítězné sezóně 2012/13) a dvakrát vyhrál Ligu mistrů. V květnu 2014 oznámil konec aktivní hráčské kariéry.

## Reprezentační kariéra
Přestože 2. června 2007 ukončil svoji reprezentační kariéru v zápase proti České republice, v roce 2012 na Letních olympijských hrách 2012 v Londýně působil jako historicky první kapitán fotbalové reprezentace Velké Británie.
Reprezentační zápasy Ryana Giggse
| Rok            | Zápasy | Góly  |
| Wales          | Wales  | Wales |
| -------------- | ------ | ----- |
| 1991           | 2      | 0     |
| 1992           | 3      | 0     |
| 1993           | 6      | 2     |
| 1994           | 1      | 1     |
| 1995           | 3      | 0     |
| 1996           | 3      | 1     |
| 1997           | 3      | 1     |
| 1998           | 1      | 0     |
| 1999           | 3      | 1     |
| 2000           | 4      | 1     |
| 2001           | 4      | 0     |
| 2002           | 5      | 0     |
| 2003           | 7      | 1     |
| 2004           | 3      | 0     |
| 2005           | 6      | 3     |
| 2006           | 5      | 0     |
| 2007           | 4      | 1     |
| Velká Británie |        |       |
| 2012           | 4      | 1     |
| Celkem         | 67     | 13    |

## Trenérská kariéra

### Manchester United
Dne 4. července 2013 se stal v Manchesteru United hrajícím trenérem a spolupracoval s hlavním trenérem Davidem Moyesem. 22. dubna 2014 byl odvolán z funkce David Moyes a Giggs jej dočasně nahradil. Jeho premiéra v roli hlavního kouče United byla vítězná, když Manchester porazil Norwich City FC 4:0. United vedl do konce sezóny, poté se stal asistentem nizozemského trenéra Louise van Gaala. Poté, co byl jmenován novým trenérem José Mourinho, oznámil Giggs dne 2. července 2016 svůj odchod z klubu.

### Wales
Giggs byl 15. ledna 2018 jmenován trenérem velšské fotbalové reprezentace, aby nahradil Chrise Colemana, který v listopadu odešel do Sunderlandu. Giggs úspěšně vedl Wales k tomu, aby se kvalifikoval na Euro 2020, poté, co vyhrál nad Maďarskem 19. listopadu 2019 poslední zápas 2:0.

## Osobní život
Narodil se jako Ryan Joseph Wilson, s tímto jménem také zažil debut v Manchesteru United ve svých 17 letech. Příjmení Giggs přijal o dva roky později po matce, která se rozvedla s jeho otcem.

## Statistiky
| Klub              | Sezóna  | Liga           | Liga   | Liga | FA Cup | FA Cup | EFL Cup | EFL Cup | Evropské poháry | Evropské poháry | Ostatní | Ostatní | Celkem | Celkem |
| Klub              | Sezóna  | Liga           | Zápasy | Góly | Zápasy | Góly   | Zápasy  | Góly    | Zápasy          | Góly            | Zápasy  | Góly    | Zápasy | Góly   |
| ----------------- | ------- | -------------- | ------ | ---- | ------ | ------ | ------- | ------- | --------------- | --------------- | ------- | ------- | ------ | ------ |
| Manchester United | 1990/91 | First Division | 2      | 1    | 0      | 0      | 0       | 0       | 0               | 0               | 0       | 0       | 2      | 1      |
| Manchester United | 1991/92 | First Division | 38     | 4    | 7      | 0      | 8       | 3       | 1               | 0               | 1       | 0       | 51     | 7      |
| Manchester United | 1992/93 | Premier League | 41     | 9    | 2      | 2      | 2       | 0       | 1               | 0               | –       | –       | 46     | 11     |
| Manchester United | 1993/94 | Premier League | 38     | 13   | 7      | 1      | 8       | 3       | 4               | 0               | 1       | 0       | 58     | 17     |
| Manchester United | 1994/95 | Premier League | 29     | 1    | 7      | 1      | 0       | 0       | 3               | 2               | 1       | 0       | 40     | 4      |
| Manchester United | 1995/96 | Premier League | 33     | 11   | 7      | 1      | 2       | 0       | 2               | 0               | –       | –       | 44     | 12     |
| Manchester United | 1996/97 | Premier League | 26     | 3    | 3      | 0      | 0       | 0       | 7               | 2               | 1       | 0       | 37     | 5      |
| Manchester United | 1997/98 | Premier League | 29     | 8    | 2      | 0      | 0       | 0       | 5               | 1               | 1       | 0       | 37     | 9      |
| Manchester United | 1998/99 | Premier League | 24     | 3    | 6      | 2      | 1       | 0       | 9               | 5               | 1       | 0       | 41     | 10     |
| Manchester United | 1999/00 | Premier League | 30     | 6    | –      | –      | 0       | 0       | 11              | 1               | 3       | 0       | 44     | 7      |
| Manchester United | 2000/01 | Premier League | 31     | 5    | 2      | 0      | 0       | 0       | 11              | 2               | 1       | 0       | 45     | 7      |
| Manchester United | 2001/02 | Premier League | 25     | 7    | 1      | 0      | 0       | 0       | 13              | 2               | 1       | 0       | 40     | 9      |
| Manchester United | 2002/03 | Premier League | 36     | 8    | 3      | 2      | 5       | 0       | 15              | 4               | –       | –       | 59     | 14     |
| Manchester United | 2003/04 | Premier League | 33     | 7    | 5      | 0      | 0       | 0       | 8               | 1               | 1       | 0       | 47     | 8      |
| Manchester United | 2004/05 | Premier League | 32     | 5    | 4      | 0      | 1       | 1       | 6               | 2               | 1       | 0       | 44     | 8      |
| Manchester United | 2005/06 | Premier League | 27     | 3    | 2      | 1      | 3       | 0       | 5               | 1               | –       | –       | 37     | 5      |
| Manchester United | 2006/07 | Premier League | 30     | 4    | 6      | 0      | 0       | 0       | 8               | 2               | –       | –       | 44     | 6      |
| Manchester United | 2007/08 | Premier League | 31     | 3    | 2      | 0      | 0       | 0       | 9               | 0               | 1       | 1       | 43     | 4      |
| Manchester United | 2008/09 | Premier League | 28     | 2    | 2      | 0      | 4       | 1       | 11              | 1               | 2       | 0       | 47     | 4      |
| Manchester United | 2009/10 | Premier League | 25     | 5    | 1      | 0      | 2       | 1       | 3               | 1               | 1       | 0       | 32     | 7      |
| Manchester United | 2010/11 | Premier League | 25     | 2    | 3      | 1      | 1       | 0       | 8               | 1               | 1       | 0       | 38     | 4      |
| Manchester United | 2011/12 | Premier League | 25     | 2    | 2      | 0      | 1       | 1       | 5               | 1               | 0       | 0       | 33     | 4      |
| Manchester United | 2012/13 | Premier League | 22     | 2    | 4      | 1      | 1       | 2       | 5               | 0               | –       | –       | 32     | 5      |
| Manchester United | 2013/14 | Premier League | 12     | 0    | 0      | 0      | 2       | 0       | 7               | 0               | 1       | 0       | 22     | 0      |
| Celkem            | Celkem  | Celkem         | 672    | 114  | 74     | 12     | 41      | 12      | 157             | 29              | 19      | 1       | 963    | 168    |

## Ocenění

### Klubová

#### Manchester United[17]
- Premier League: 1992/93, 1993/94, 1995/96, 1996/97, 1998/99, 1999/00, 2000/01, 2002/03, 2006/07, 2007/08, 2008/09, 2010/11, 2012/13[18]
- FA Cup: 1993/94, 1995/96, 1998/99, 2003/04
- EFL Cup: 1991/92, 2005/06, 2008/09
- Community Shield: 1993, 1994, 1996, 1997, 2003, 2007, 2008, 2010, 2013
- Liga mistrů UEFA: 1998/99, 2007/08

Ryan Giggs s trofejí pro vítěze Premier League (2008)

- Superpohár UEFA: 1991
- Interkontinentální pohár: 1999
- Mistrovství světa klubů: 2008

### Individuální
- Mladý hráč roku Premier League: 1991/92, 1992/93
- Jedenáctka sezóny Premier League: 1992/93, 1997/98, 2000/01, 2001/02, 2006/07, 2008/09
- Jedenáctka století Premier League: 1997–2007[19]
- Nejlepší hráč Premier League podle hráčů: 2008/09
- Cena Bravo: 1993
- Sportovec roku podle GQ: 2010[20]
- Hráč roku Manchesteru United podle fanoušků: 1997/98
- Hráč roku Manchesteru United podle hráčů: 2005/06[21]
- Premier League 10 Seasons Awards (1992/93 až 2001/02): Nejlepší jedenáctka Premier League století
- Premier League 20 Seasons Awards (1992/93 až 2011/12): Nejlepší hráč Premier League
- Hráč měsíce Premier League: srpen 2006, únor 2007[18]
- Golden Foot: 2011

Rekordy
- Nejvíce titulů v Premier League jako hráč: 13
- Nejvíce asistencí v Premier League: 162[22]
- Jediný fotbalista, který nastoupil do 22 po sobě jdoucích sezón
- Nejvíce zápasů v dresu Manchesteru United
- Nejstarší (37 let a 289 dní) hráč, který skóroval v zápase Ligy mistrů UEFA (proti Benfice 14. září 2011)[23]
- Nejstarší (38 let a 243 days) hráč, který skóroval v zápase Olympijských her (proti Spojeným arabským emirátům 29. července 2012)